# گمینا گوستتسن
گمینا گوستتسن (به لهستانی:  Gmina Gostycyn) یک گمینا در لهستان است که در شهرستان توخولا واقع شده‌است. گمینا گوستتسن ۱۳۶٫۱۵ کیلومتر مربع مساحت و ۵٬۱۸۹ نفر جمعیت دارد.